# Maksymilian Raszeja
Maksymilian Józef Raszeja (ur. 10 marca 1889 w Chełmnie nad Wisłą, zm. 20 października 1939 w Tczewie) – ksiądz, teolog i profesor seminarium duchownego. 

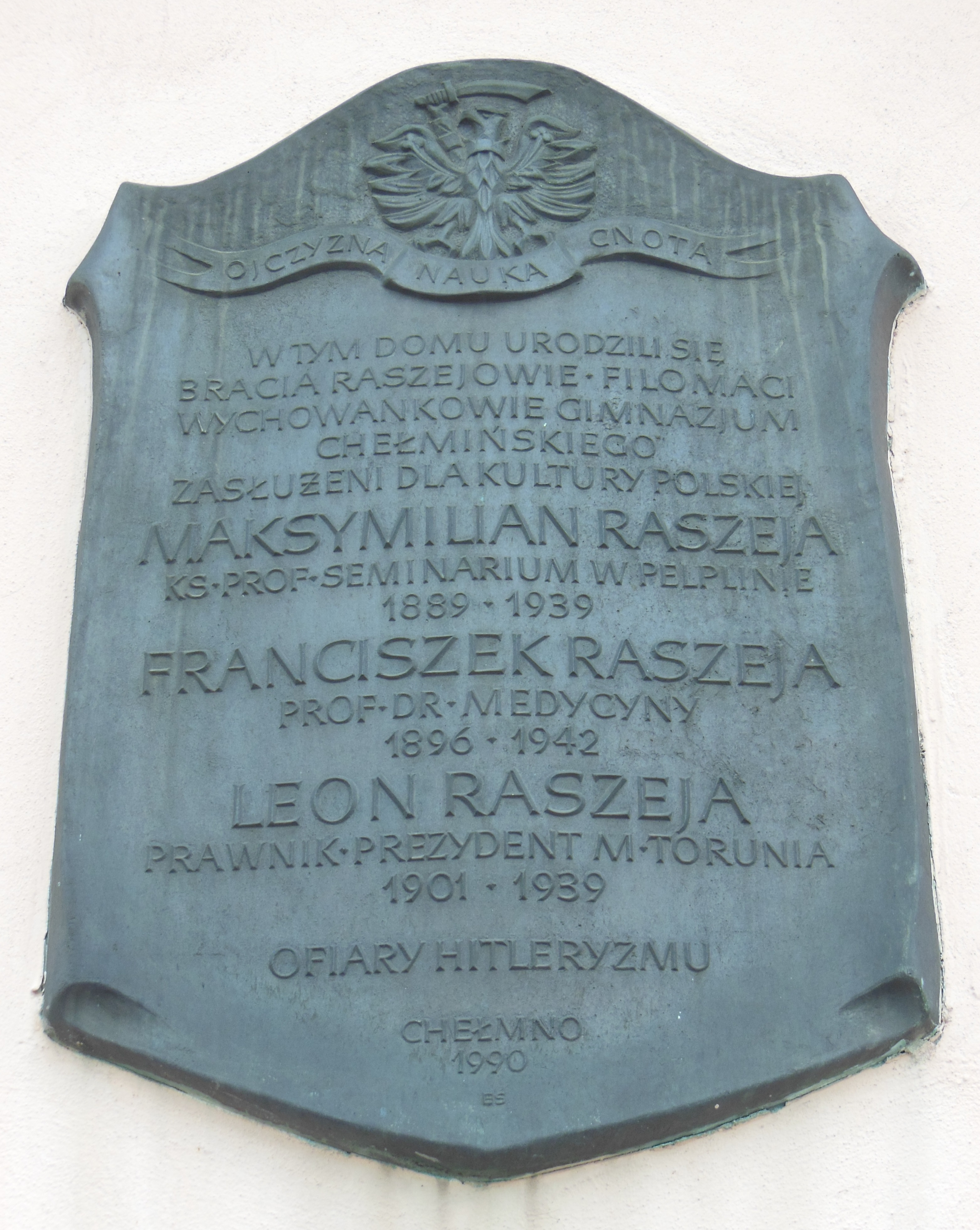
Tablica pamiątkowa w Chełmnie na kamienicy, w której urodzili się trzej bracia Raszeja, ul. Rynek 14

## Życiorys
Maksymian Raszeja urodził się w rodzinie urzędnika pocztowego Ignacego i Julii z Cichoniów, brat Franciszka i Leona. Będąc stypendystą Towarzystwa Pomocy Naukowej, uczęszczał do Królewskiego Katolickiego Liceum Ogólnokształcącego w Culm (Chełmnie), które ukończył w 1907. Ukończył w 1912 studia teologiczne i filozoficzne w Seminarium Duchownym w Pelplinie. 24 marca 1912 w katedrze pelplińskiej otrzymał święcenia kapłańskie. W latach 1912–1913 i 1916–1919 był wikariuszem Parafii św. Brygidy w Gdańsku. W 1915 uzyskał tytuł doktora teologii na Uniwersytecie we Fryburgu Bryzgowijskim. Podczas I wojny światowej pełnił funkcję kapelana w armii niemieckiej oraz posługiwał m.in. wśród więźniów polskich w Gdańsku. Po wojnie od marca 1919 do grudnia 1926 był proboszczem Parafii św. Katarzyny Aleksandryjskiej w Śliwicach k. Tucholi. 6 grudnia 1926 został powołany przez biskupa Stanisława Okoniewskiego do Seminarium Duchownego w Pelplinie, w którym był wicerektorem, profesorem apologetyki, teologii moralnej i socjologii oraz w latach 1926–1929 egzaminatorem prosynodalnym. Od 1928 pełnił także funkcje penitencjarza i skarbnika kapituły katedralnej pelplińskiej. Otrzymał honorowy tytuł kanonika gremialnego. Pisał artykuły do czasopism kościelnych, a w latach 1928–1939 był członkiem Towarzystwa Naukowego w Toruniu.
Po napaści Niemiec na Polskę, 12 września 1939 został uwięziony w celi na terenie seminarium i przesłuchiwany, w celu wskazania miejsca ukrycia pelplińskiej Biblii Gutenberga. 20 października 1939 został przewieziony do Tczewa i rozstrzelany wraz z 15 pelplińskimi kanonikami na terenie koszar wojskowych. Szczątki pomordowanych odkryto 29 października 1945. Po ekshumacji pochowano ich 15 listopada 1945 we wspólnej mogile na cmentarzu w Pelplinie.

## Ordery i odznaczenia
- Złoty Krzyż Zasługi (10 marca 1939)[4]

## Publikacje
- Walka z onanizmem w konfesjonale, nakładem Drukarni i Księgarni Sp. z O. P., Pelplin 1933